# Black Ball Line
La Black Ball Line è stata una compagnia di navigazione marittima.
Nel 1817 fu la prima ad offrire un servizio transatlantico di linea per il trasporto di persone e merci. La flotta fu inizialmente composta da quattro navi cargo denominate Amity, Courier, Pacific e James Monroe che percorrevano la rotta tra Liverpool in Inghilterra e New York.
La compagnia venne fondata da un gruppo di mercanti quaccheri di New York capeggiati da Jeremiah Thompson. Oltre ad esso vi erano Isaac Wright e suo figlio William, Francis Thompson e Benjamin Marshall. Erano tutti quaccheri ad esclusione di Marshall.
La Black Ball Line prendeva il nome dalla sua bandiera, una palla nera su sfondo rosso e rimase in attività per circa 60 anni.
Nel 1851 la compagnia James Baines & Co. di Liverpool entrò anch'essa nel mercato del trasporto su rotte transatlantiche adottando lo stesso nome e la stessa bandiera nonostante le proteste della Black Ball Line.
Per una ventina di anni le due compagnie con lo stesso nome (Black Ball Line) ma proprietari diversi operarono in diretta competizione.
La Black Ball Line di James Baines & Co. operava inoltre sulla rotta tra Liverpool e l'Australia con celebri navi clipper come Champion of the Seas, James Baines, Lightning, Indian Queen, Marco Polo e la Sovereign of the Seas.
La Black Ball Line è citata in vari canti marinareschi come Blow the Man Down, Homeward Bound e Hurrah for the Black Ball Line.